# Nguyệt môn

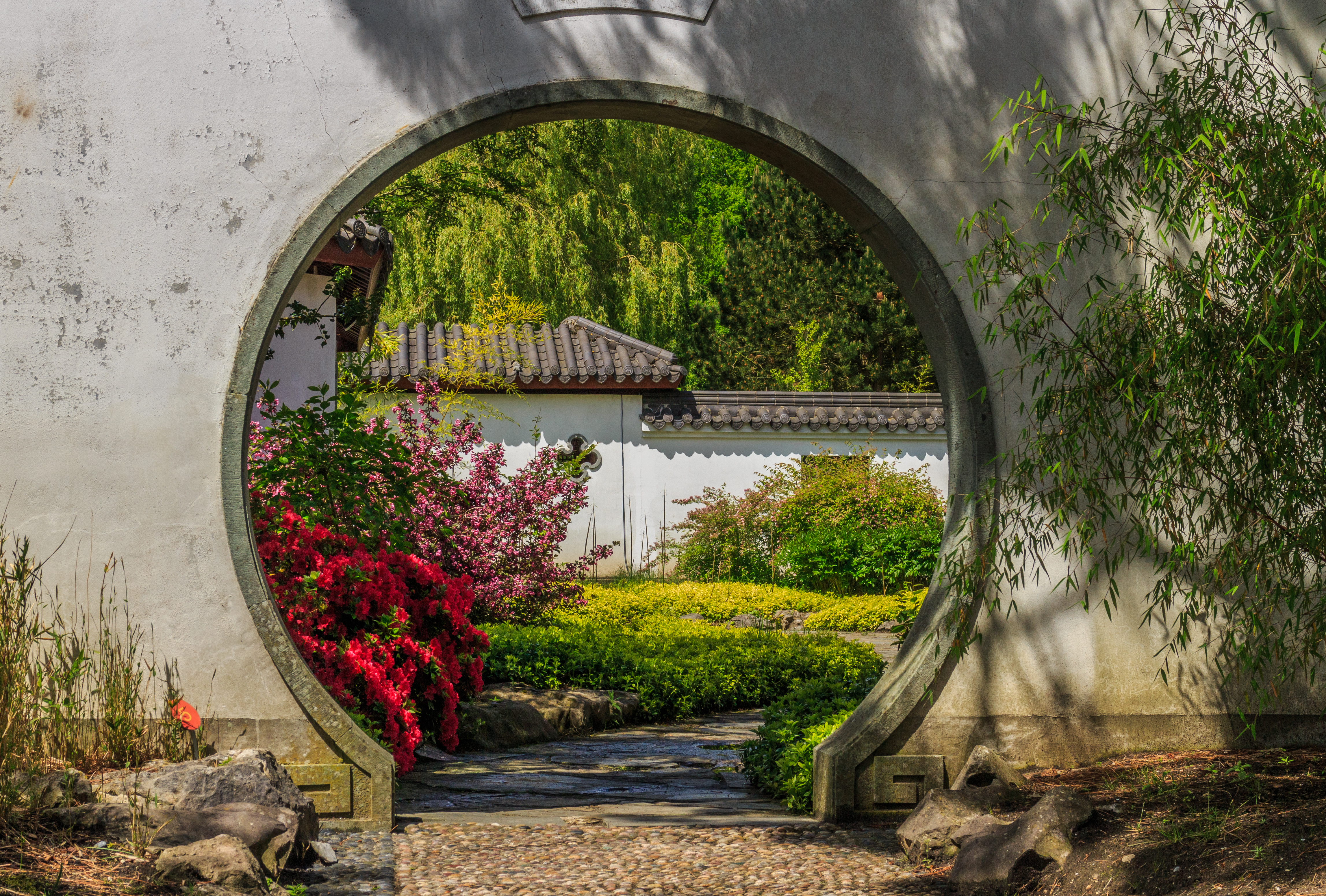
Cửa nguyệt môn trong vườn thực vật tại Haren trong tỉnh Groningen, Hà Lan

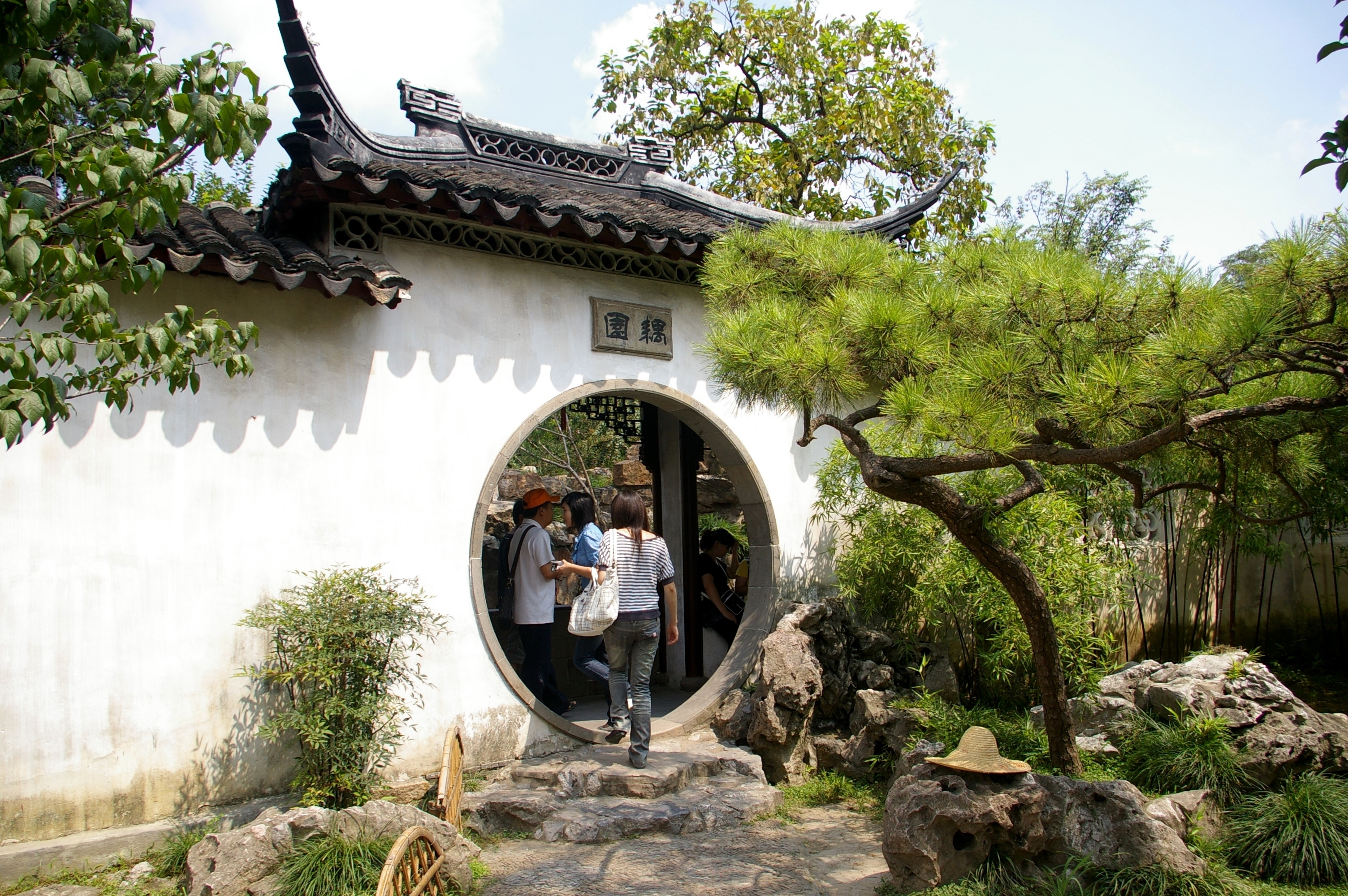
Một kiểu cửa nguyệt môn

Nguyệt môn hay cửa nguyệt môn (tiếng Trung: 月亮门; bính âm: yuèliàng mén) là một loại hình cửa đi lại đặc trưng của kiến trúc Trung Hoa như đây là một bức tường trong khu vườn hoặc trong nhà mà có một lối đi hình tròn (giống như hình Mặt Trăng tròn) dành cho người đi bộ, phía trên bức tường này có lợp ngói, loại cửa này không có chức năng đóng mở, sử dụng chủ yếu vào mục đích trang trí.
Đây một yếu tố kiến trúc truyền thống trong khu vườn Trung Quốc. Nguyệt môn theo quan điểm của người Trung Quốc có nhiều ý nghĩa tinh thần, để nhìn ra thế giới bên ngoài và để đón các cơ hội tương lai. Cửa này kết hợp với các mảnh ngói trên cổng và trên hình dạng của cửa đại diện cho hình Mặt Trăng cùng với những lá bùa (thường màu đỏ có ghi chữ tàu) dán trên cửa. Vườn cây theo kiểu Trung Quốc thường được sử dụng như khung cảnh làm nền cho cửa nguyệt môn. Mục đích của nguyệt môn là để phục vụ như một lối vào khu vườn của tầng lớp thượng lưu giàu có ở Trung Quốc nhằm tăng vẽ thưởng lãm của khu vườn cũng như nội thất trong nhà. Loại cửa này ban đầu chỉ được tìm thấy trong khu vườn của giới quý tộc giàu có Trung Quốc.

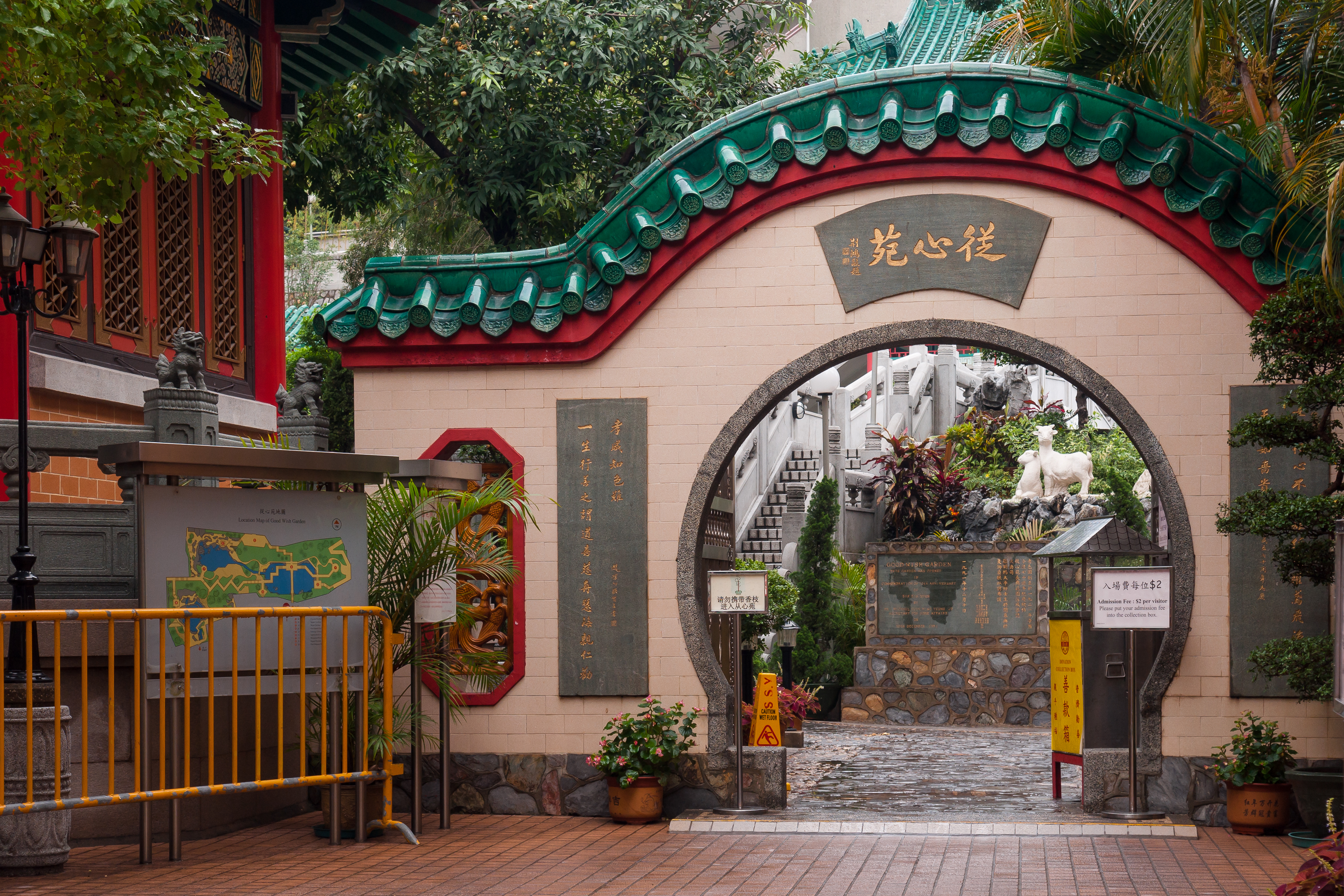
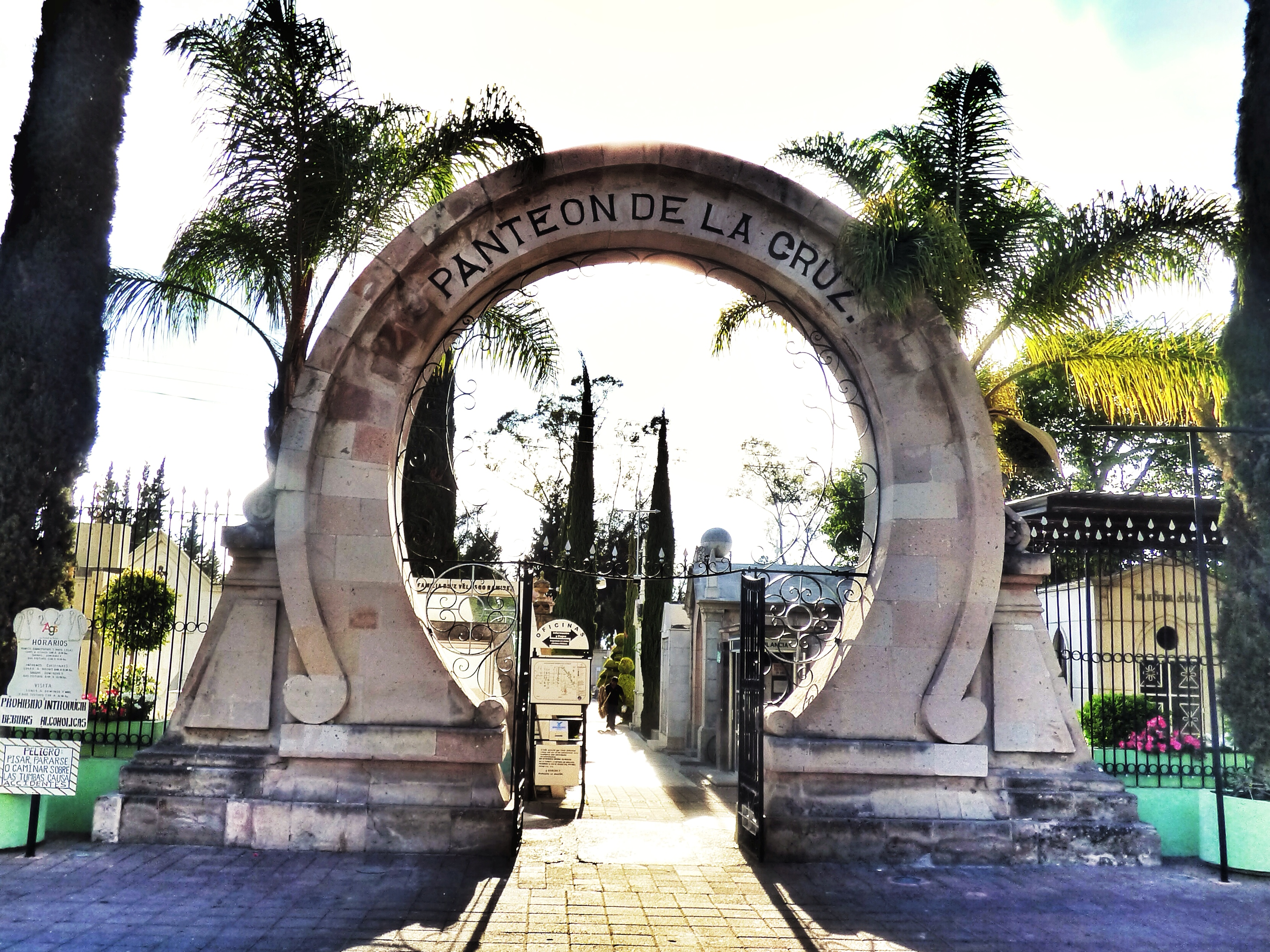
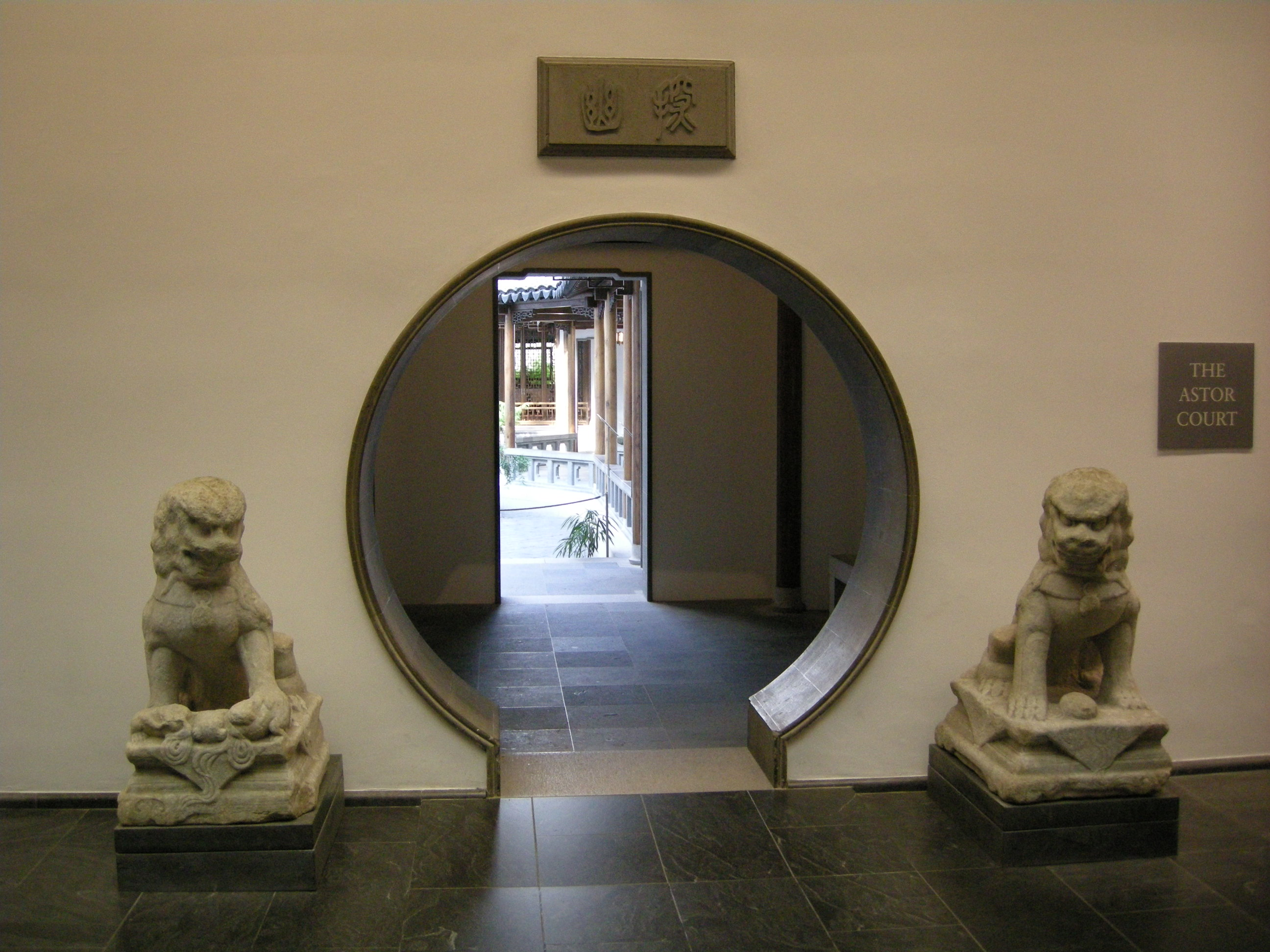
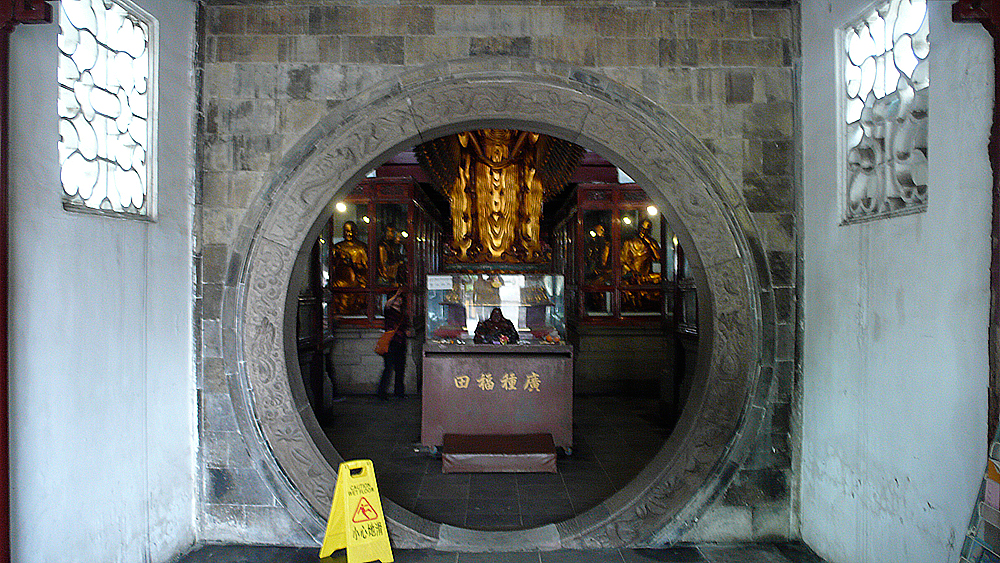
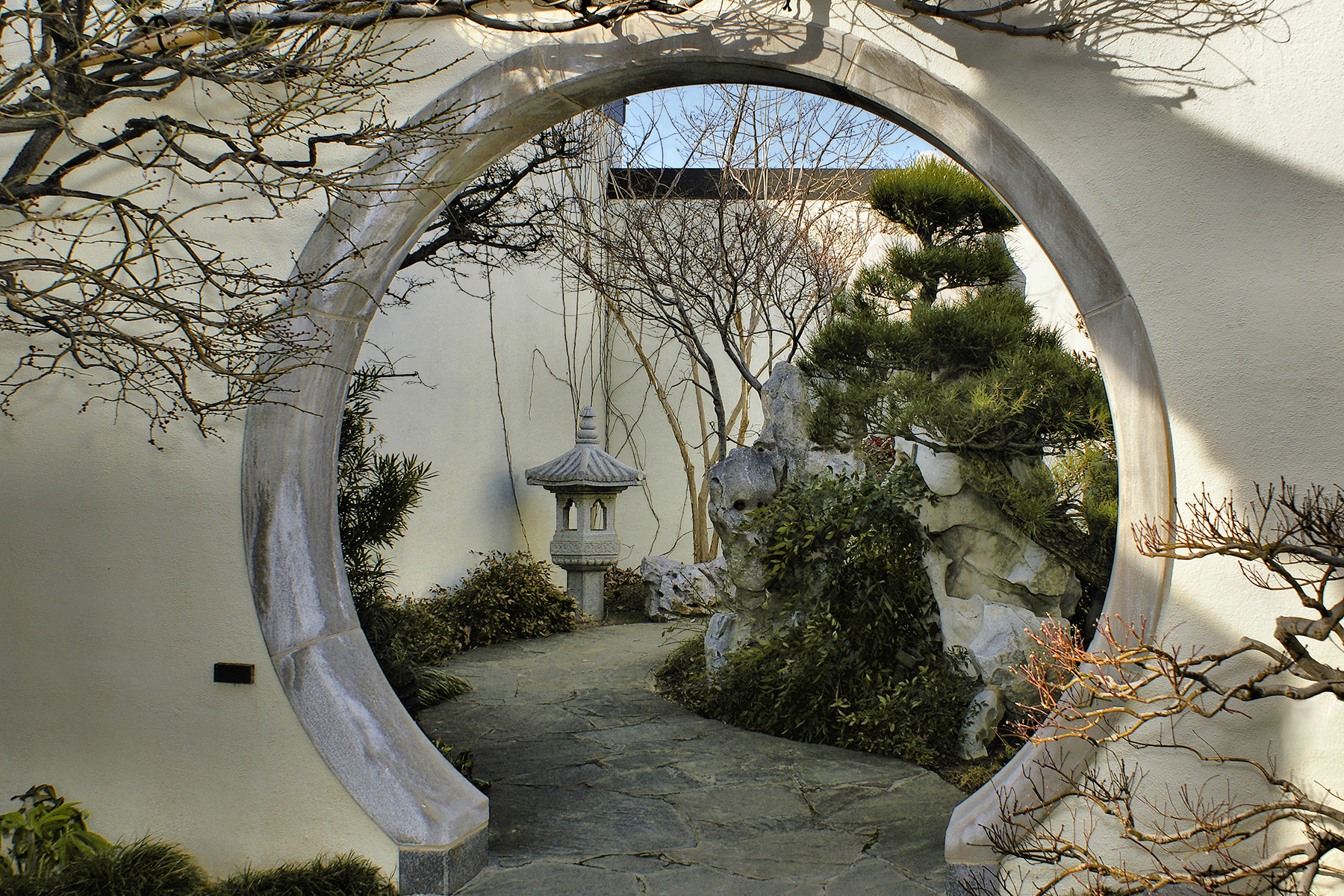